# Xorides mirabilis
Xorides mirabilis är en stekelart som först beskrevs av André Seyrig 1932.  Xorides mirabilis ingår i släktet Xorides och familjen brokparasitsteklar. Inga underarter finns listade i Catalogue of Life.